# Gymnothorax meleagris
Gymnothorax meleagris är en fiskart som först beskrevs av Shaw, 1795.  Gymnothorax meleagris ingår i släktet Gymnothorax och familjen Muraenidae. Inga underarter finns listade i Catalogue of Life.